# Альбицкий, Пётр Михайлович (патофизиолог)
Пётр Миха́йлович Альби́цкий (1853—1922) — русский патофизиолог, исследователь кислородного голодания, влияния на организм углекислого газа, теплообмена.

## Биография
Родился 3 (15) октября 1853 года. Был младшим сыном в семье священника Фёдоровского монастыря в Переславле-Залесском, Михаила Силыча Альбицкого. Старшим ребёнком в семье был Александр, ставший как и отец священником.
Окончив Переславское духовное училище, поступил во Владимирскую духовную семинарию, которую оставил после IV класса и поступил в Императорскую медико-хирургическую академию. После окончания академии в 1877 году служил врачом в действующей Дунайской армии во время русско-турецкой войны.
В 1880 году вышел в отставку с военной службы и был прикомандирован к Медико-хирургической академии для усовершенствования, занимался у патолога академика В. В. Пашутина. В 1884 году получил степень доктора медицины и принял предложение занять вакантное место помощника врачебного инспектора в Черниговской губернии, куда и переехал со своей семьёй. Спустя год вернулся в Петербург, заняв место исполняющего должность прозектора в лаборатории Пашутина. В марте 1885 года Альбицкий был допущен к исполнению должности прозектора кафедры общей и экспериментальной патологии Военно-медицинской академии (бывшая Медико-хирургическая академия), а в 1886 году в качестве приват-доцента начал читать в академии лекции.
По рекомендации Пашутина в 1890 году был избран профессором кафедры общей патологии медицинского факультета Томского университета, где им была создана и оснащена необходимым оборудованием лаборатория общей патологии. Проработав в Томском университете только один год, в августе 1891 года, в связи с назначением В. В. Пашутина начальником Военно-медицинской академии, Альбицкий вернулся в Петербург ординарным профессором кафедры общей патологии Военно-медицинской академии.
После смерти Пашутина в 1901 году он возглавил его лабораторию. В 1903 году был утверждён академиком Военно-медицинской академии.
Одновременно Альбицкий работал в Санкт-Петербургском женском медицинском институте: с 1900 года — экстраординарный профессор, с 1904 года — ординарный профессор кафедры общей патологии.
В 1912 году по выслуге лет оставил кафедру в Военно-медицинской академии, но продолжил заведовать кафедрой общей патологии в Женском медицинском институте.
В 1921 году заболел и уехал в Переславль, где умер от паралича сердца. Похоронен на бывшем кладбище Никольского монастыря. Его вдове Вере Егоровне Альбицкой за заслуги мужа была назначена пожизненная персональная пенсия Республиканского значения. Их дочь Мария стала женой ученика Альбицкого, патофизиолога и биохимика Н. В. Веселкина, от них внук — патофизиолог П. Н. Весёлкин. Сын Георгий преподавал географию в Переславле.
На доме № 21 (ныне снесён) по улице Ново-Московской (ныне Кардовского) в Переславле, где Альбицкий жил с 1880 года, была установлена мемориальная доска.

## Научная деятельность
В 1884 году защитил докторскую диссертацию на тему «О влиянии недостатка кислорода во вдыхаемом воздухе на азотистый обмен у собак». В последующие пять лет вёл исследования по влиянию углекислоты на организм, изучал обмен веществ при голодании и откармливании. С 1886 года читал приват-доцентский курс лекций по патологии дыхания. Ни одно из исследований Альбицкого этих лет не было своевременно опубликовано. В 1911 году вышел его основной труд «Об обратном действии (о следствии) углекислоты и биологическом значении СО2, обычно содержащейся в организме». Работа была признана классическим сочинением и премирована Академией Наук. Продолжил изучение кислородного голодания и влияния на организм углекислоты до 1917 года: были проведены калориметрические исследования по газообмену и теплообмену при кислородном голодании и по влиянию температуры среды на его развитие; изучено влияние недостатка кислорода на эмбриогенез; влияние избытка углекислоты на газообмен, теплообмен, теплорегуляцию и температуру тела, нарушения обмена веществ при полном и неполном голодании, при питании углеводами, «сберегающее» действие жиров и углеводов пищи на расходование в организме белка и нарушения обмена при минеральном голодании. Было изучено происхождение амилоида и условия его образования в организме. При помощи точнейшего по тем временам калориметра системы В. В. Пашутина было исследовано теплопроизводство человека, выяснена динамика изменений теплопродукции и теплоотдачи при приступе малярийной лихорадки.
Развил три теоретические обобщения: 1) учение об углекислоте как важной биологической константе, играющей роль физиологического тормоза и регулятора интенсивности окислительных процессов; 2) значение нормального развития различных метаболитов в крови и тканях для авторегуляции и нормального течения промежуточных процессов обмена; 3) учение о «критических дозах» и «критических точках» в действии на организм различных вредных влияний.
В 1918 году вышел второй капитальный труд «Односторонность и ошибочность современного физиологического учения», получивший высокую оценку современников.

## Награды и звания
В июне 1911 года утверждён в звании заслуженного профессора, академик Военно-медицинской академии. В 1913 году за работу «Материалы к физиологии и патологии дыхания» получил Уваровскую премию. В 1919 году избран почётным членом «Переславль-Залесского научно-просветительного общества».
Имел награды: ордена Св. Станислава 1-й ст. (1905), Св. Владимира 3-й ст. (1903), Св. Станислава 2-й ст., Св. Анны 3-й ст. (1879), Св. Станислава 3-й ст., Высочайшая благодарность (1880), тёмно-бронзовая медаль «В память русско-турецкой войны 1877—1878», медаль «В память царствования императора Александра III», медаль «В память 300-летия царствования дома Романовых» и знак Красного Креста.
Был произведён в чин действительного статского советника 14 мая 1896 года.